# Leskeadelphus angustatus
Leskeadelphus angustatus là một loài Rêu trong họ Leskeaceae. Loài này được (Taylor) B.H. Allen mô tả khoa học đầu tiên năm 2009.